# Sant Iscle i Santa Victòria de la Torre de Rialb
Sant Iscle i Santa Victòria és l'església parroquial del nucli de la Torre de Rialb, al municipi de la Baronia de Rialb (Noguera) que forma part de l'Inventari del Patrimoni Arquitectònic de Catalunya.

## Situació
El nucli de la Torre, junt amb la seva església es troba al sector central-sud del terme municipal, sobre una graonada del marge esquerre del riu Rialb, que en l'indret és una llengua del pantà homònim. Junt amb l'edifici de l'escola de la Torre i una casa pairal forma un notable conjunt arquitectònic.
S'hi va per la carretera asfaltada que es deriva del punt quilomètric 12,7 de la C-1412b (de Ponts a Tremp), direcció Politg, que arriba fins a Peramola. Als 3,2 km, una volta passat el viaducte que creua les aigües del pantà, es pren el desviament de la dreta que porta a la Torre.

## Descripció

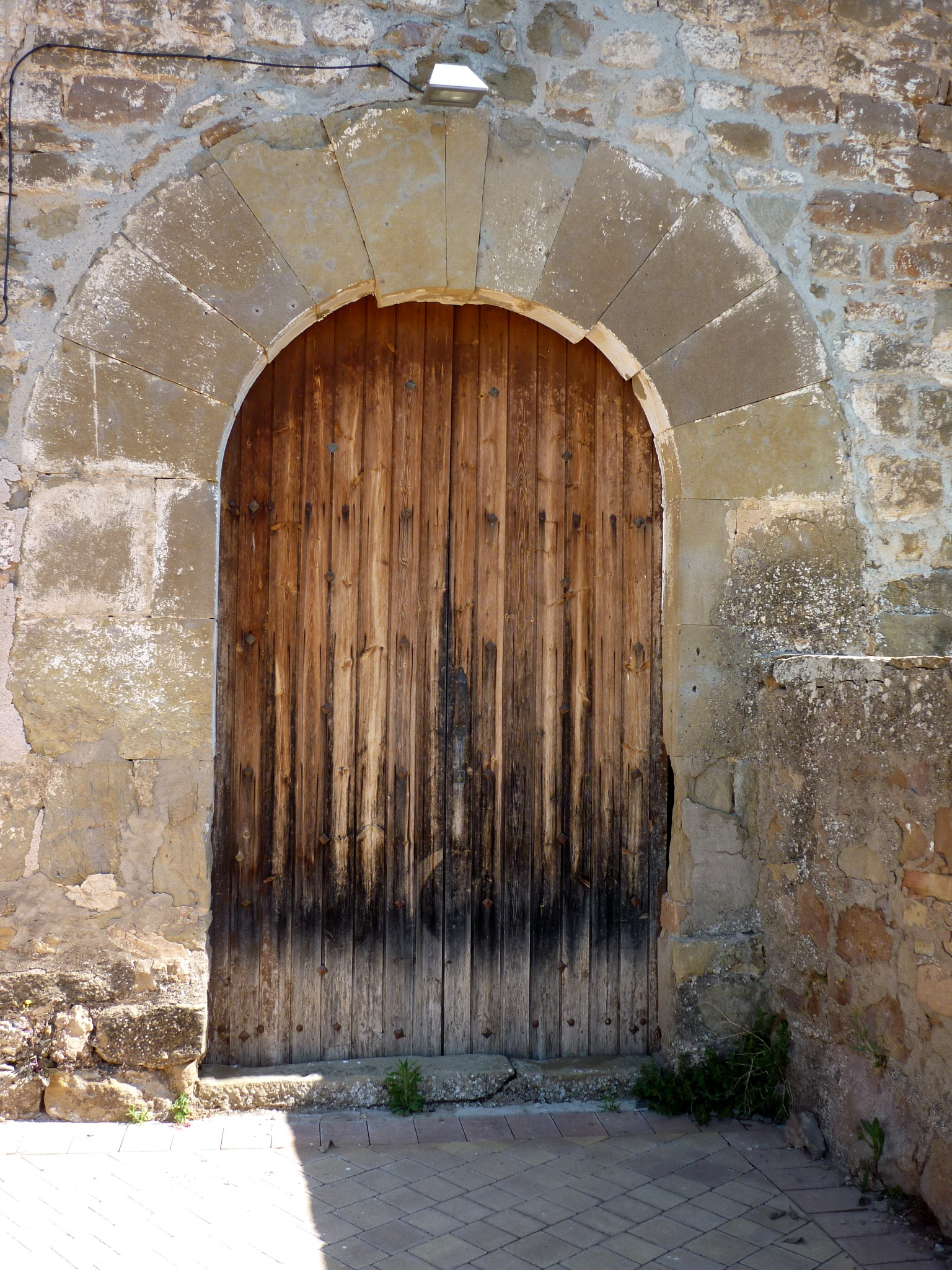
Portal adovellat

És una església d'una nau, modificada. L'absis ha estat canviat per una construcció rectangular adossada a la capçalera com a sagristia. Resta una finestra romànica de doble esqueixada i una espitllera a migdia, on s'obre una porta reformada amb arc de mig punt. Nau amb volta de canó, també ampliada al mur nord, amb finestra a llevant tapiada. Rectoria annexa a ponent amb campanar de base quadrada. Forats de les bastides romàniques. El fossar és a llevant-migdia.

## Història
Fou construïda al segle xi, quan es construïren diverses esglésies romàniques de la Baronia de Rialb. Al segle xiii es va fer una ampliació al costat nord i reformes romàniques. Del 1944 és el fossar amb dues esteles funeràries de pedra amb una creu en relleu.

Sant Iscle i Santa Victòria
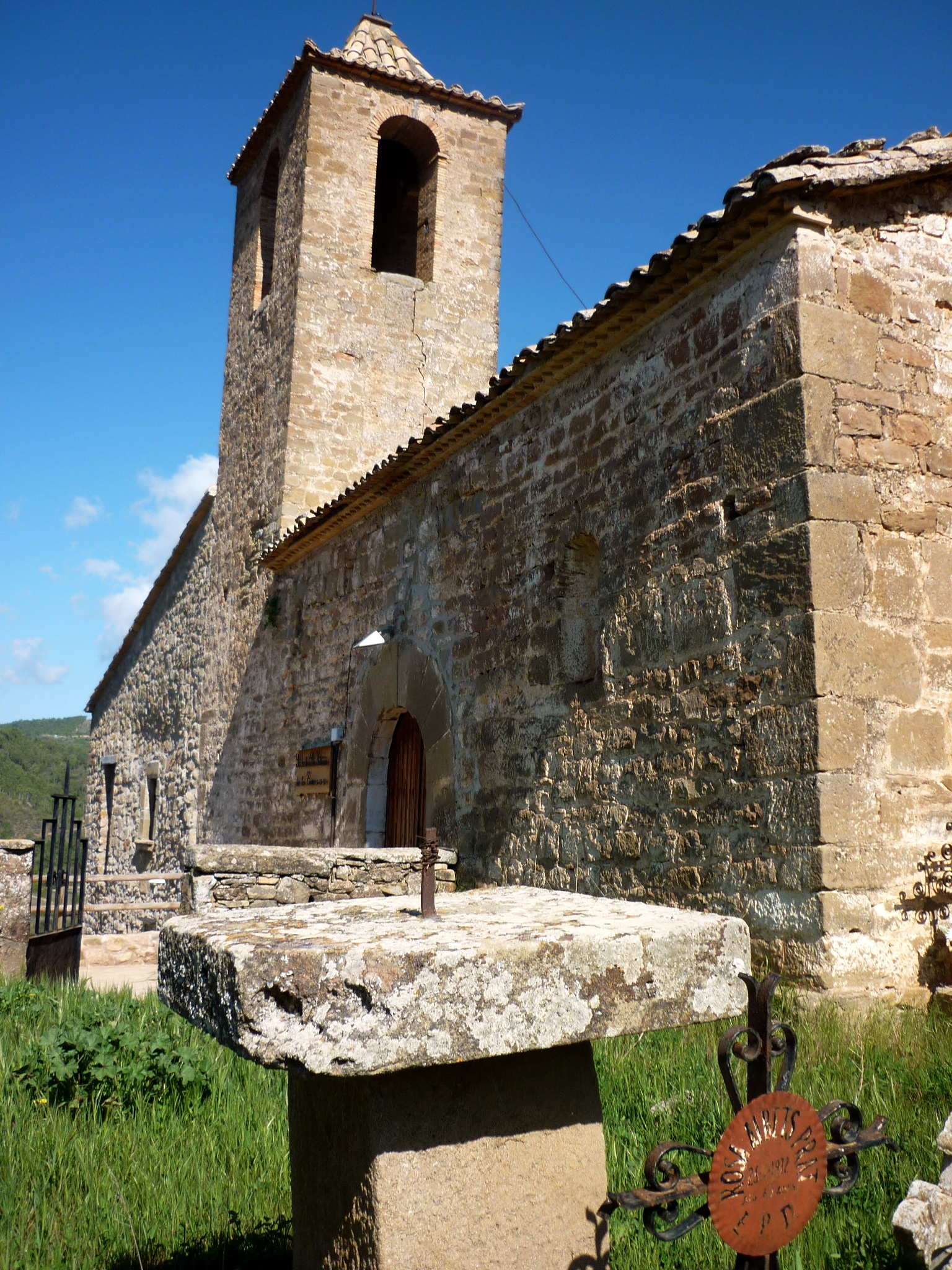
Des del fossar
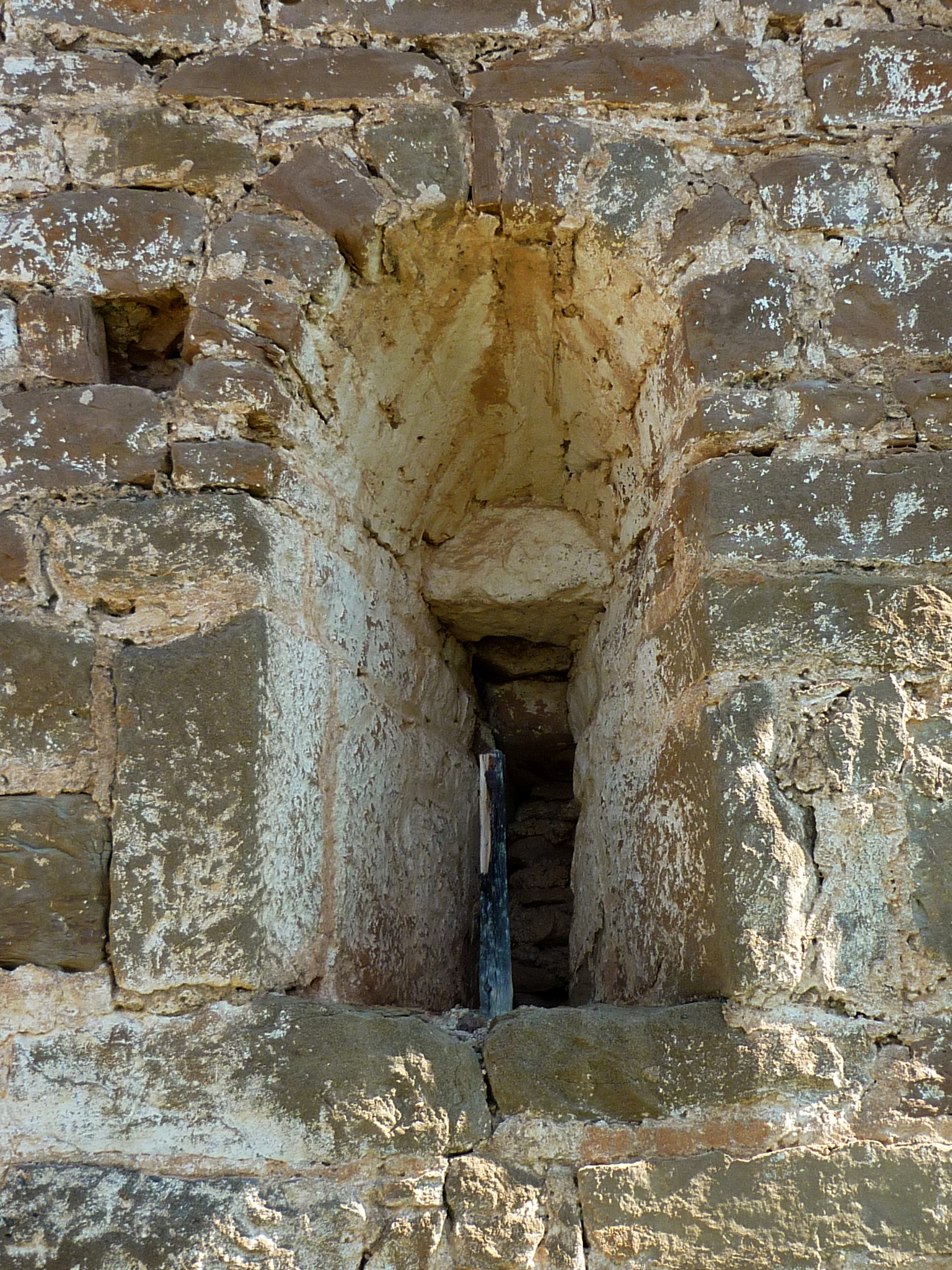
Una finestra
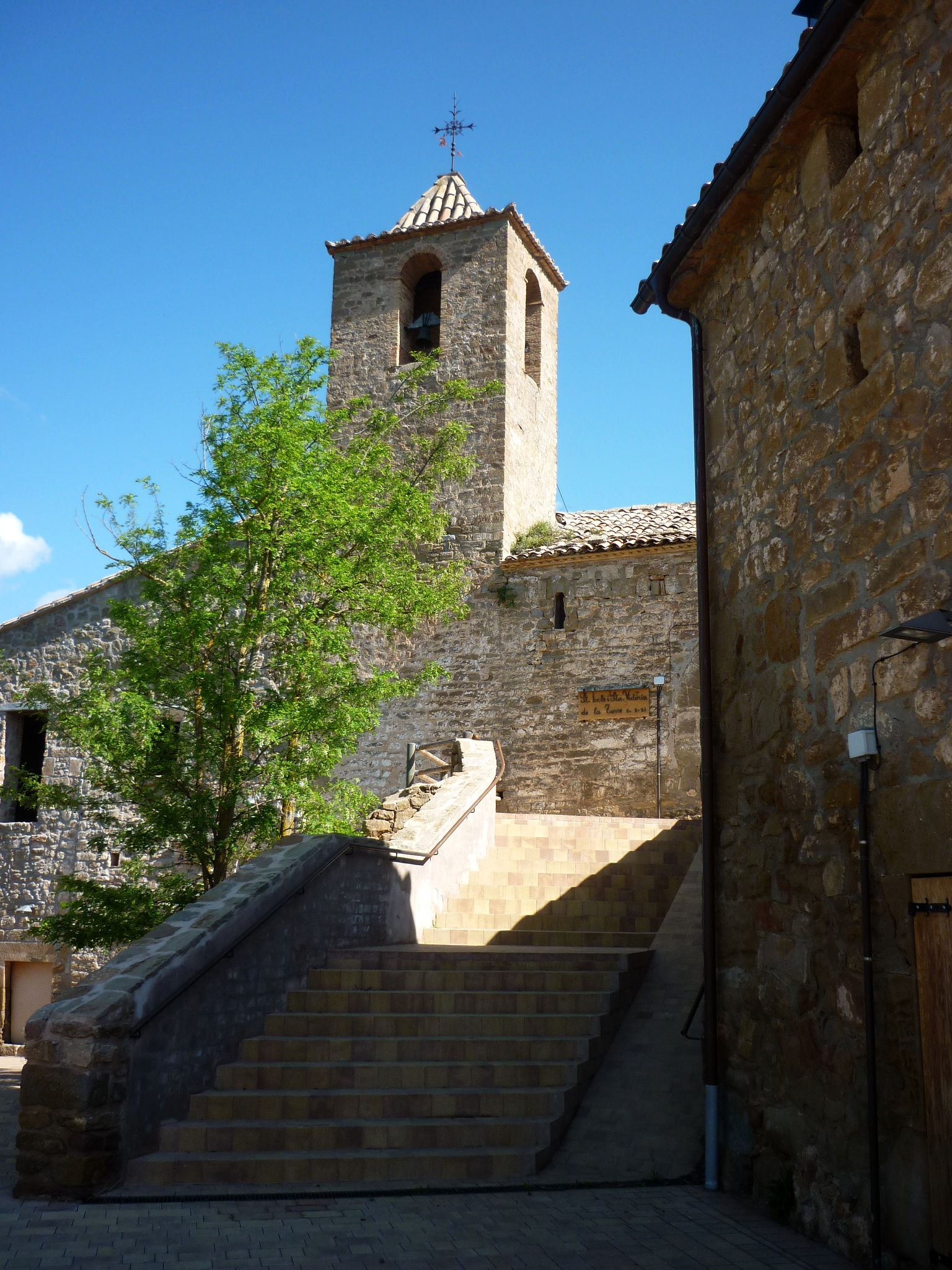
Des de la plaça